# Profibus

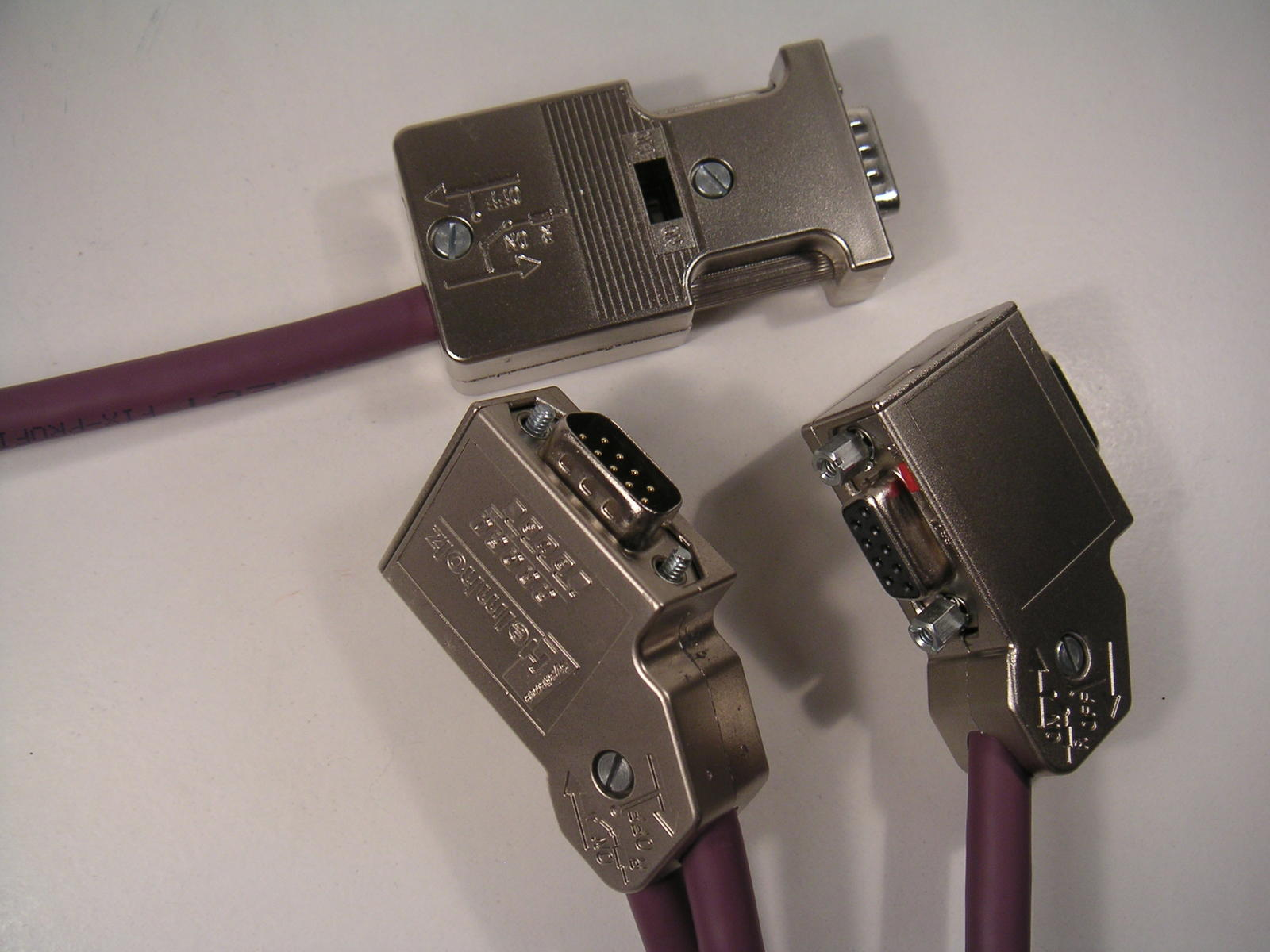
Đầu kết nối của chuẩn Profibus

PROFIBUS (Process Field Bus) là một chuẩn cho truyền thông fieldbus trong kỹ thuật tự động hóa và được phát triển lần đầu vào năm 1989 bởi BMBF (phòng giáo dục và nghiên cứu Đức) và sau đó được sử dụng bởi Siemens. Không nên lẫn lộn với tiêu chuẩn PROFINET cho Ethernet công nghiệp. PROFIBUS được xuất bản công khai như một phần của IEC 61158.